# Campinense Clube
Maillots
Le Campinense Clube est un club brésilien de football basé à Campina Grande dans l'État de Paraíba.

## Palmarès
| Compétitions nationales                                | Compétitions régionales |
| ------------------------------------------------------ | --- |
| - Championnat du Brésil de D2 : - Vice-champion : 1972 | - Championnat de Paraíba (22) : - Champion : 1960, 1961, 1962, 1963, 1964, 1965, 1967, 1971, 1972, 1973, 1974, 1979, 1980, 1991, 1993, 2004, 2008, 2012, 2015, 2016, 2021 et 2022 - Vice-champion : 1966, 1977, 1981, 1982, 1983, 1984, 1998, 2014, 2018, 2019 et 2020 - Coupe de Paraíba (pt) (1) : - Vainqueur : 2006 - Copa do Nordeste (1) : - Vainqueur : 2013 - Finaliste : 2016 |